# Chimarra paracreagra
Chimarra paracreagra är en nattsländeart som beskrevs av Roger J. Blahnik 1998. Chimarra paracreagra ingår i släktet Chimarra och familjen stengömmenattsländor. Inga underarter finns listade i Catalogue of Life.